# 守田勘彌 (11代目)
十一代目 守田 勘彌（じゅういちだいめ もりた かんや、1800年（寛政12年） - 1863年12月28日（文久3年11月18日））は、享和から文久期の歌舞伎役者。屋号は、坂東蓑助・坂東三津五郎としては大和屋、守田／森田勘彌としては喜の字屋。俳名に佳朝・秀朝がある。

## 来歴
享和3年（1803年）11月、三代目坂東三津五郎の養子となり、二代目坂東蓑助を経た後、天保3年（1832年）3月、四代目坂東三津五郎を襲名する。
三代目三津五郎の未亡人は、さらにこの四代目三津五郎に、十代目森田勘彌が上方で客死して以来十数年来絶えていた「森田勘彌」の名跡を相続させようとした。しかし「森田勘彌」の名跡には森田座座元としての職能が伴うだけに、これには存命していた十代目勘彌の養父・元九代目森田勘彌（当時は坂東八十助）が仰天、訴訟沙汰になった。すったもんだの末、結局は老いた九代目勘彌側が折れるかたちで四代目三津五郎による相続が許され、嘉永3年（1850年）11月十一代目森田勘彌を襲名した。
森田座は天保8年（1837年）に負債過多で休座となって以来、控櫓の河原崎座に興行権を手渡していた。安政2年（1855年）にその河原崎座が失火により全焼すると、翌年5月には本櫓として森田座が再興され、翌安政4年（1857年）7月にはその座名を「守田座」と改めた。これは積年の経営不振を座名のせいにした改称で、｢森の下に田」では陽当たりが悪くて実のりが悪いのも当然で、これを「田を守る」と改めればきっと豊作になるだろう、という験をかついだものだった。これに伴い、「森田勘彌」の名跡も「守田勘彌」と改められたのである。

## 人物・芸風
天保年間から中風に悩まされ、晩年はほとんど半身不随になっていたにもかかわらず舞台にはヨイショヨイショと上がり続けたので「ヨイ三津」とあだ名されて親しまれた。
大柄で細面、鼻が高く、風貌にすぐれ、和事を本領としたが、殊に生世話物に妙を得て、軽妙な口跡と仕内は天下一品といわれた。機知に富み、文才もあり、俳諧にも通じていたという。
実兄は落語家初代金原亭馬生。